# Georges Marietti
Georges Marietti, né Georges Henri Daniel Poirotte le 9 avril 1852 à Paris et mort dans la même ville le 11 mai 1902, est un compositeur français.

## Biographie
On lui doit environ 160 compositions musicales sur des paroles, entre autres, de Victor Meusy, Henri Malo, André Mellerio, Paul de Kock, Charles Fuster, Georges Ricou, Octave Pradels, etc.